# Westwood Lakes
Westwood Lakes is een plaats (census-designated place) in de Amerikaanse staat Florida, en valt bestuurlijk gezien onder Miami-Dade County.

## Demografie
Bij de volkstelling in 2000 werd het aantal inwoners vastgesteld op 12.005.

## Geografie
Volgens het United States Census Bureau beslaat de plaats een oppervlakte van 4,7 km², waarvan 4,5 km² land en 0,2 km² water.

## Plaatsen in de nabije omgeving
De onderstaande figuur toont nabijgelegen plaatsen in een straal van 8 km rond Westwood Lakes.